# Creu de terme del Lloret al Poble Espanyol
La Creu de terme del Lloret al Poble Espanyol és una creu de terme situada al Poble Espanyol de Barcelona. És una reproducció de la Creu de treme del Lloret d'Ulldecona (Montsià).

## Història
Per a la construcció del Poble Espanyol, amb motiu de Exposició Internacional de Barcelona de 1929, es va triar la creu de terme del Lloret i se'n va fer una reproducció que es col·locà en una de les places del recinte. La creu original, a Ulldecona, va ser destruïda durant la Guerra Civil, i les restes van ser dipositades a la biblioteca de la vila. Posteriorment, el 1965, l'Escola-Taller d'Art de Barcelona va fer un altre duplicat que es col·locà al lloc original, a Ulldecona.

## Descripció
Està formada per una graonada de pedra, un fust de secció vuitavada sobre el que descansa un capitell esculturat i la creu, també esculturada, com a coronament. La creu és una còpia de l'original, destruït a la Guerra Civil, i presenta l'escena de Crist Creu clavat a una de les cares, amb dues figures femenines a banda i banda, i a l'altra cara, la Verge amb el Nen i un sant a cada costat. Els braços s'ornamenten amb fronda o fullatge. El perllongament inferior de la creu té decoració vegetal esquemàtica i el capitell un relleu historiat que l'envolta.